# Девдас (фильм, 2002)
«Девда́с» (хинди देवदास, англ. Devdas) — индийский музыкальный фильм-мелодрама 2002 года, поставленный режиссёром Санджаем Лилой Бхансали по одноимённому роману бенгальского писателя Сарат Чандры Чаттерджи (также известного как Сарат Чандра Чаттопадхаи). Получил несколько индийских кинопремий как лучший фильм года, а также в других категориях. Фильм занял 74-е место в списке «100 лучших фильмов мирового кинематографа не на английском языке», составленном в 2010 году журналом Empire.

## Сюжет
Сын заминдара Нараяна Мукхерджи — Девдас — вырос в мире, где богатство ценилось больше человеческой жизни. Его другом детства стала красивая девочка Паро, и они весело жили в живописной деревне Тадж Сонапур. Казалось, весь мир существует только для двух детей, но семена страсти уже были посеяны. Мечты Паро были разбиты, когда Девдас уехал на учебу в Лондон.
И вот однажды Девдас вернулся в деревню уже взрослым мужчиной, воспитанным в традициях Запада. Паро всё ещё любит и ждёт его, но разница между ними уже очевидна для всех. Но Девдас, даже понимая эту разницу, не может устоять перед той, кто из его товарища по детским играм превратилась во взрослую женщину.
Семья заминдара, сравнив статус двух семей, делает выбор не в пользу Паро. Мучимая сознанием безысходности, Паро вверяет свою судьбу единственному человеку, которого она когда-либо любила. Но Девдас не смог понять, что боль в глазах Паро — это и его боль. Он слишком поздно понимает, что его чудовищная слабость и трусость убьют их любовь. Девдас отправляется своей дорогой, ведущей к мучениям и… сногсшибательной куртизанке Чандрамукхи, которая находит в Девдасе то, по чему она тосковала долгие годы. Нельзя сказать, что он не любил её, но блеск золота и звуки ситары отныне не казались ему великолепными…
Странная судьба Девдаса: его любили две прекрасные женщины, с одной из которых он не хотел связать судьбу, а его желанная не могла разделить свою судьбу с ним. Вечная сага о Радхе, Кришне и Мире — эхо отражения в жизнях Паро, Девдаса и Чандрамукхи.

## В ролях
| Актёр             | Роль                                                   |
| ----------------- | ------------------------------------------------------ |
| Шахрукх Кхан      | Девдас Мукхерджи                                       |
| Айшвария Рай      | Парвати «Паро» Чакраборти                              |
| Мадхури Дикшит    | Чандрамукхи                                            |
| Джеки Шрофф       | Чунилал / Чунибаба (друг Девдаса)                      |
| Кирон Кхер        | Сумитра (мать Паро)                                    |
| Смита Джайкар     | Каушалья (мать Девдаса)                                |
| Манодж Джоши      | Движдас (старший брат Девдаса)                         |
| Анания Харе       | Кумуд (жена Движдаса)                                  |
| Тику Талсания     | Дхарамдас (слуга Девдаса)                              |
| Виджаендра Гхатге | Бхуван Чоудри (муж Паро)                               |
| Милинд Гунаджи    | Калибабу (зять Бхувана Чоудри)                         |
| Виджай Кришна     | Нараян Мукхерджи (отец Движдаса и Девдаса)             |
| Сунил Реге        | Нилкант Чакраборти (отец Паро)                         |
| Ава Мукхерджи     | бабушка Девдаса                                        |
| Дина Патхак       | мать Бхувана Чоудри                                    |
| Джая Бхаттачария  | Манорама (подруга Паро)                                |
| Капиль Сони       | Махендра (сын Бхувана Чоудри от первого брака)         |
| Радхика Сингх     | Яшомати (старшая дочь Бхувана Чоудри от первого брака) |
| Акша              | Калика (младшая дочь Бхувана Чоудри от первого брака)  |
| Амардип Джа       | мать Калибабу                                          |
| Моксит            | Девдас в детстве                                       |
| Бансари Мадхани   | Паро в детстве                                         |

## Съёмочная группа
- Режиссёр: Санджай Лила Бхансали
- Продюсер: Бхарат Шах
- Сценаристы: Сарат Чандра Чаттопадхаи, Санджай Лила Бхансали, Пракаш Кападия
- Оператор: Бинод Прадхан
- Монтажёр: Бела Сигал
- Художник-постановщик: Нитин Десаи Чандракант
- Композиторы: Исмаил Дарбар, Монти Шарма
- Стихи песен: Пракаш Кападия, Нусрат Бадр, Самир
- Песни за кадром исполняют: Шрея Гхошал, Кавита Кришнамурти, Удит Нараян, Кей Кей, Винод Ратод, Джаспиндер Нарула, Рашми Шарма, Суприя Ранджив Чаттерджи, хор
- Хореография и постановка танцев: «Kaahe Chhed Mohe» — мастер стиля катхак пандит Бирджу Махарадж специально для Мадхури Дикшит; «Maar Daala», «Dola Re Dola» — Сародж Хан (премии Filmfare Awards, National Film Awards); а также Ваибхави Мерчант[англ.], Паппу Малу
- Художники по костюмам: Абу Джани и Сандип Хосла (в частности, костюм специально для танца «Kaahe Chhed Mohe» в исполнении Мадхури Дикшит); а также Нита Лулла, Реза Шариффи

## Саундтрек
В этом фильме дебютировала певица Шрея Гхошал. Тогда никому неизвестную девушку заметил сам режиссёр, когда она была участницей проекта Sa Re Ga Ma, в одном из выпусков которого исполнила песню Латы Мангешкар на языке бходжпури. Ей предложили записать вокал за персонажа Паро. Первой её песней на хинди стала «Bairi Piya». На момент записи Шрее было 16 лет, она записала для фильма пять песен и благодаря им получила большое количество наград. Кавита Кришнамурти спела за персонажа Чандрамукхи, а за главного героя пел Удит Нараян (за исключением песни «Dola Re»). Также в песне «Kaur Chhed Mohe» часть песни исполнена Мадхури Дикшит.
| №  | Оригинальное название    | Перевод                     | Исполнитель(ница)                        | Композитор / Стихи                          | Время |
| -- | ------------------------ | --------------------------- | ---------------------------------------- | ------------------------------------------- | ----- |
| 1  | «Silsila Yeh Chaahat Ka» | «Символ нашей любви»        | Шрея Гхошал                              | Исмаил Дарбар / Нусрат Бадр                 | 5:26  |
| 2  | «Woh Chand Jaise Ladki»  | «Эта небесная девушка-Луна» | Удит Нараян                              | Исмаил Дарбар / Нусрат Бадр                 | 4:32  |
| 3  | «Bairi Piya»             | «Мстительный возлюбленный»  | Шрея Гхошал, Удит Нараян                 | Исмаил Дарбар / Нусрат Бадр                 | 5:22  |
| 4  | «Morey Piya»             | «О, мой любимый»            | Шрея Гхошал, Джаспиндер Нарула           | Самир                                       | 5:40  |
| 5  | «Kaahe Chhed Mohe»       | «Зачем ты дразнишь меня?»   | Кавита Кришнамурти                       | Исмаил Дарбар / Нусрат Бадр                 | 5:22  |
| 6  | «Hamesha Tumko Chaha»    | «Всегда тебя любил(а)»      | Кавита Кришнамурти, Удит Нараян          | Исмаил Дарбар / Нусрат Бадр                 | 6:02  |
| 7  | «Maar Daala»             | «Моё счастье убивает меня»  | Кавита Кришнамурти, Кей Кей              | Исмаил Дарбар / Пракаш Kaпадия, Нусрат Бадр | 4:39  |
| 8  | «Dola Re Dola»           | «Кружись же, кружись!»      | Кавита Кришнамурти, Шрея Гхошал, Кей Кей | Исмаил Дарбар / Нусрат Бадр                 | 6:36  |
| 9  | «Chalak Chalak»          | «Переполнен и разливается»  | Удит Нараян, Винод Ратод, Шрея Гхошал    | Исмаил Дарбар / Нусрат Бадр                 | 5:12  |
| 10 | «Devdas Theme»           | «Тема Девдаса»              | Рашми Шарма, Суприя Ранджив Чаттерджи    | Монти Шарма / Нусрат Бадр                   | 4:09  |

## Награды
Фильм был выбран, чтобы представлять Индию на премии «Оскар», но не попал в шорт-лист номинации. Также он был номинирован на кинопремию BAFTA как лучший фильм на иностранном языке.
В Индии «Девдас» завоевал 10 наград Filmfare Awards и стал четвёртым фильмом, победившим в четырёх главных номинациях (лучший фильм, лучший режиссёр, лучший актёр и лучшая актриса).
| Награды         | Награды                 | Награды                      | Награды                                           | Награды      |
| Дата вручения   | Награда                 | Категория                    | Лауреат                                           | Ссылка       |
| --------------- | ----------------------- | ---------------------------- | ------------------------------------------------- | ------------ |
| 26 декабря 2003 | Национальная кинопремия | Лучший развлекательный фильм |                                                   | [ 5 ] [ 6 ]  |
| 26 декабря 2003 | Национальная кинопремия | Лучшая закадровая певица     | Шрея Гхошал («Bairi Piya»)                        | [ 5 ] [ 6 ]  |
| 26 декабря 2003 | Национальная кинопремия | Лучшая хореография           | Сародж Хан                                        | [ 5 ] [ 6 ]  |
| 26 декабря 2003 | Национальная кинопремия | Лучший художник-постановщик  | Нитин Чандракант Десаи («Dola Re Dola»)           | [ 5 ] [ 6 ]  |
| 26 декабря 2003 | Национальная кинопремия | Лучший дизайн костюмов       | Нита Лулла, Абу Джани, Сандип Хосла, Реза Шариффи | [ 5 ] [ 6 ]  |
| 21 февраля 2003 | Filmfare Awards         | Лучший фильм                 |                                                   | [ 7 ] [ 8 ]  |
| 21 февраля 2003 | Filmfare Awards         | Лучший режиссёр              | Санджай Лила Бхансали                             | [ 7 ] [ 8 ]  |
| 21 февраля 2003 | Filmfare Awards         | Лучший актёр                 | Шахрух Хан                                        | [ 7 ] [ 8 ]  |
| 21 февраля 2003 | Filmfare Awards         | Лучшая актриса               | Айшвария Рай                                      | [ 7 ] [ 8 ]  |
| 21 февраля 2003 | Filmfare Awards         | Лучшая актриса второго плана | Мадхури Дикшит                                    | [ 7 ] [ 8 ]  |
| 21 февраля 2003 | Filmfare Awards         | Лучшая закадровая певица     | Кавита Кришнамурти и Шрея Гхошал («Dola Re Dola») | [ 7 ] [ 8 ]  |
| 21 февраля 2003 | Filmfare Awards         | Лучшая работа оператора      | Бинод Прадхан                                     | [ 7 ] [ 8 ]  |
| 21 февраля 2003 | Filmfare Awards         | Лучший художник-постановщик  | Нитин Чандракант Десаи                            | [ 7 ] [ 8 ]  |
| 21 февраля 2003 | Filmfare Awards         | Лучшая хореография           | Сародж Хан                                        | [ 7 ] [ 8 ]  |
| 21 февраля 2003 | Filmfare Awards         | Лучшая сцена года            | противостояние между Парвати и Чандрамукхи        | [ 7 ] [ 8 ]  |
| 12 января 2003  | Zee Cine Awards         | Лучший фильм                 |                                                   | [ 9 ] [ 10 ] |
| 12 января 2003  | Zee Cine Awards         | Лучший режиссёр              | Санджай Лила Бхансали                             | [ 9 ] [ 10 ] |
| 12 января 2003  | Zee Cine Awards         | Лучший актёр                 | Шахрух Хан                                        | [ 9 ] [ 10 ] |
| 12 января 2003  | Zee Cine Awards         | Лучшая актриса               | Айшвария Рай                                      | [ 9 ] [ 10 ] |
| 17 января 2003  | Star Screen Awards      | Лучший фильм                 |                                                   | [ 11 ]       |
| 17 января 2003  | Star Screen Awards      | Лучший режиссёр              | Санджай Лила Бхансали                             | [ 11 ]       |
| 17 января 2003  | Star Screen Awards      | Лучший актёр                 | Шахрух Хан                                        | [ 11 ]       |
| 17 января 2003  | Star Screen Awards      | Лучшая актриса               | Айшвария Рай                                      | [ 11 ]       |
| 17 января 2003  | Star Screen Awards      | Лучшая актриса второго плана | Мадхури Дикшит                                    | [ 11 ]       |
| 17 января 2003  | Star Screen Awards      | Лучшая музыка к песне        | Исмаил Дарбар                                     | [ 11 ]       |
| 17 января 2003  | Star Screen Awards      | Лучший художник-постановщик  | Нитин Чандракант Десаи                            | [ 11 ]       |
| 17 января 2003  | Star Screen Awards      | Пара № 1                     | Айшвария Рай и Шахрух Хан                         |              |
| 17 января 2003  | Star Screen Awards      | Лучший закадровый певец      | Удит Нараян («Woh Chand Jaise Ladki»)             |              |
| 17 мая 2003     | IIFA Awards             | Лучший фильм                 |                                                   | [ 12 ]       |
| 17 мая 2003     | IIFA Awards             | Лучший режиссёр              | Санджай Лила Бхансали                             | [ 12 ]       |
| 17 мая 2003     | IIFA Awards             | Лучший актёр                 | Шахрух Хан                                        | [ 12 ]       |
| 17 мая 2003     | IIFA Awards             | Лучшая актриса               | Айшвария Рай                                      | [ 12 ]       |
| 17 мая 2003     | IIFA Awards             | Лучшая актриса второго плана | Кирон Кхер                                        | [ 12 ]       |
| 17 мая 2003     | IIFA Awards             | Лучшие слова к песне         | Нусрат Бадр («Dola Re Dola»)                      | [ 12 ]       |
| 17 мая 2003     | IIFA Awards             | Лучшая закадровая певица     | Кавита Кришнамурти и Шрея Гхошал («Dola Re Dola») | [ 12 ]       |
| 25 января 2003  | MTV Asia Awards         | Азиатская кинопремия         | Санджай Лила Бхансали                             | [ 13 ]       |